# شتيفان مولر (لاعب كرة قدم، 1990)
شتيفان مولر (بالألمانية: Stefan Müller)‏ (24 فبراير 1990 آوغسبورغ ألمانيا - ) هو لاعب كرة قدم ألماني يلعب كمهاجم.

## روابط خارجية
- ستيفان مولر على موقع قاعدة بيانات كرة القدم.إي يو (الإنجليزية)
- ستيفان مولر على موقع بيانات كرة القدم. دي إي (الألمانية)
- ستيفان مولر على موقع عالم كرة القدم.نت (الإنجليزية)